# Tetartanus cribricollis
Tetartanus cribricollis är en skalbaggsart som beskrevs av Leon Fairmaire 1897. Tetartanus cribricollis ingår i släktet Tetartanus och familjen långhorningar.
Artens utbredningsområde är Madagaskar. Inga underarter finns listade i Catalogue of Life.